# عسل‌خوار کلاه‌زرشکی
عسل‌خوار کلاه‌زرشکی (نام علمی: Myzomela kuehni) نام یک گونه از سرده عسل‌خوارهای کوتوله است.